# 국도 제115호선 (일본)

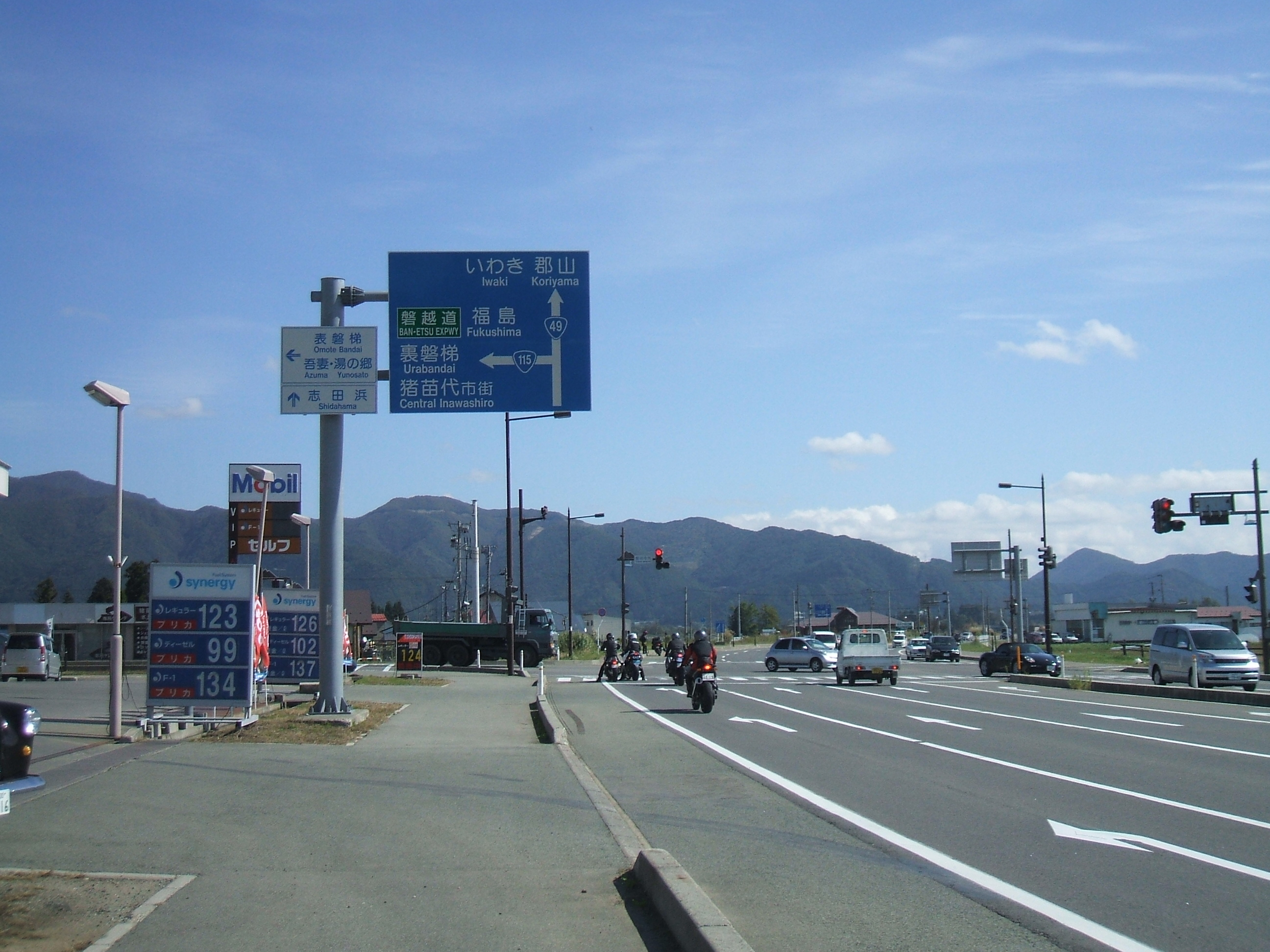
국도 115호선의 종점, 후쿠시마현 야마군 이나로시와정 가타다나카마루 교차로

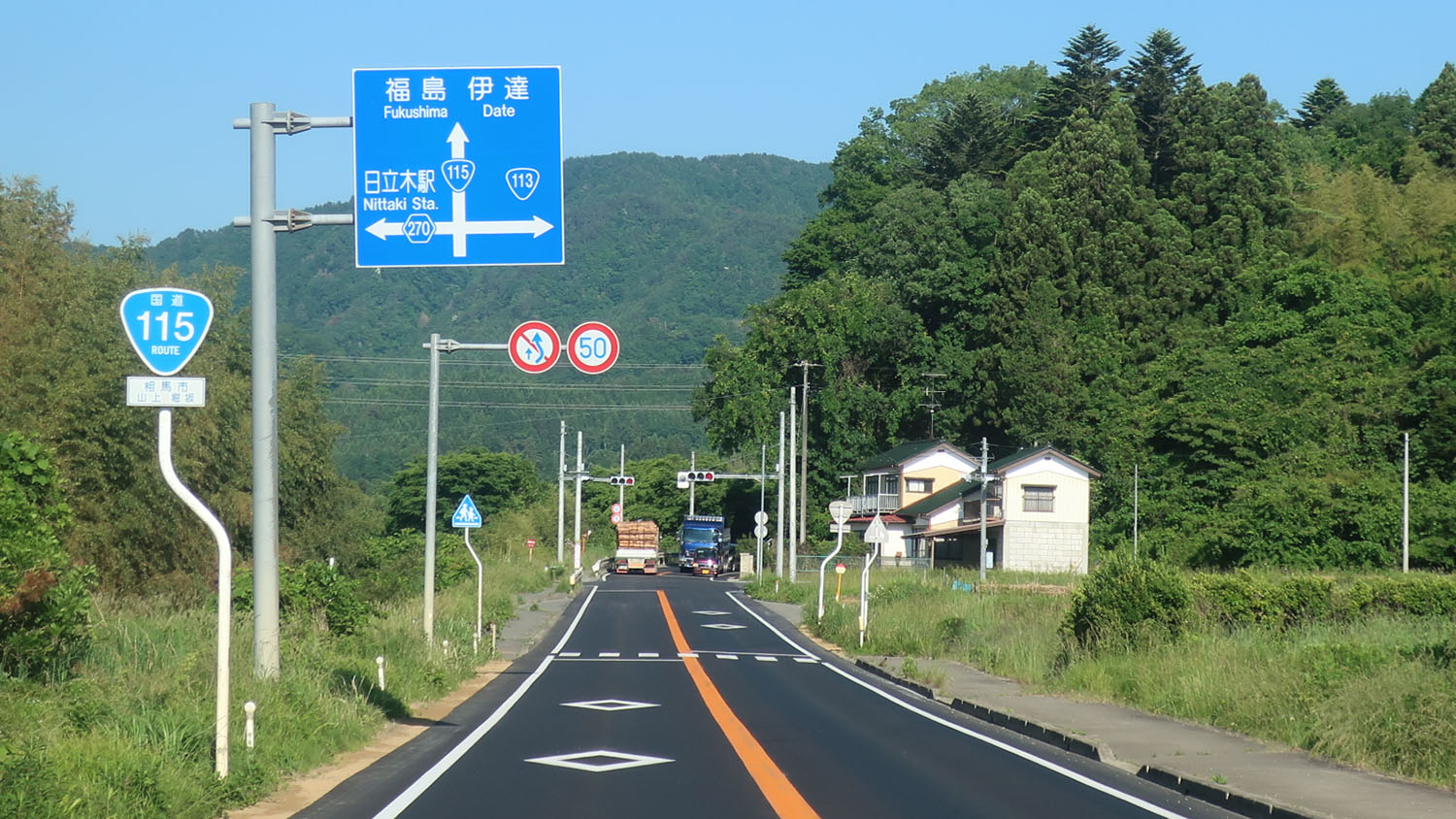
후쿠시마현 소마시 야마카미 (2018년 6월)

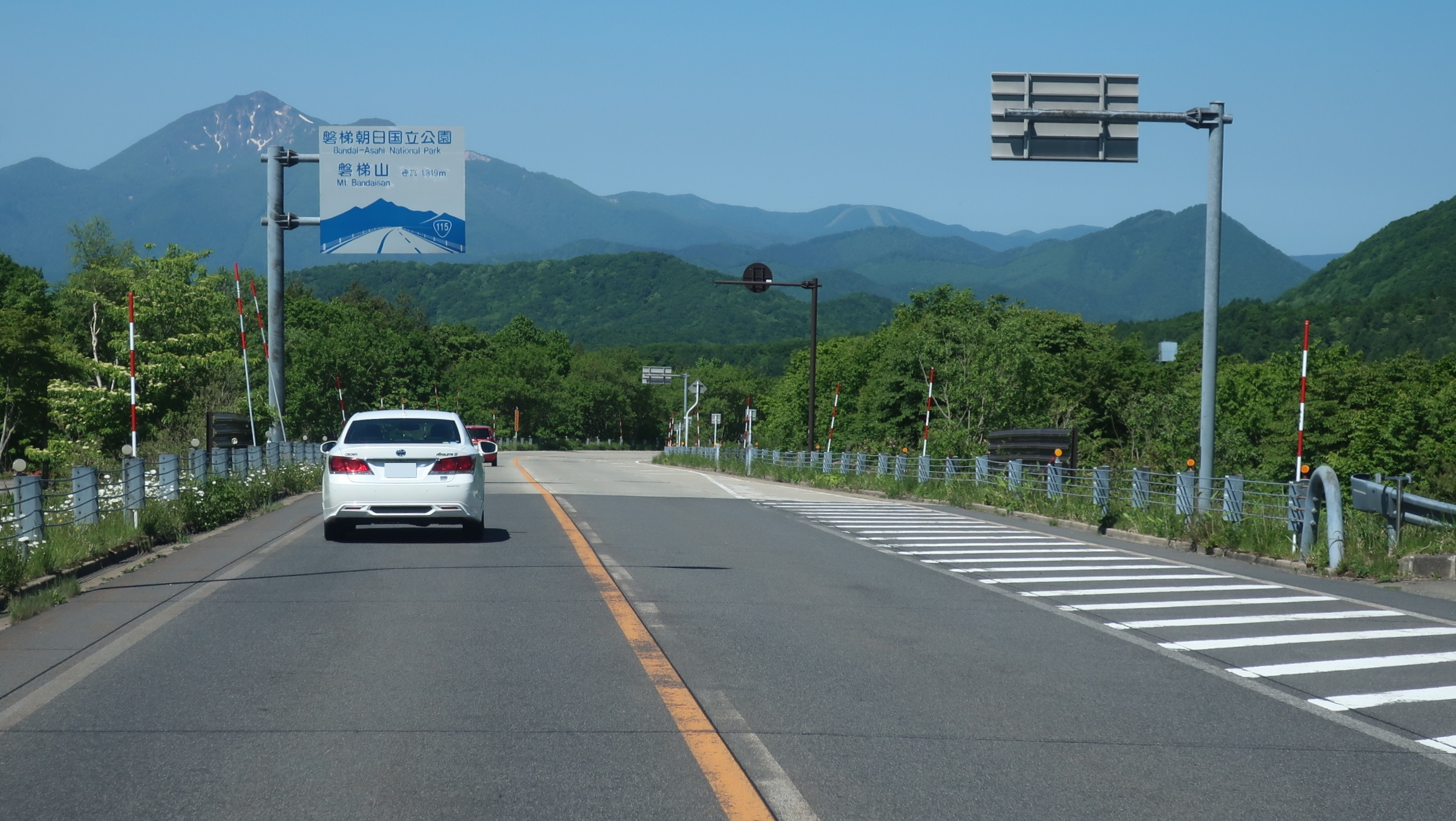
쓰치유 바이패스
후쿠시마현 야마군 이나와시로정

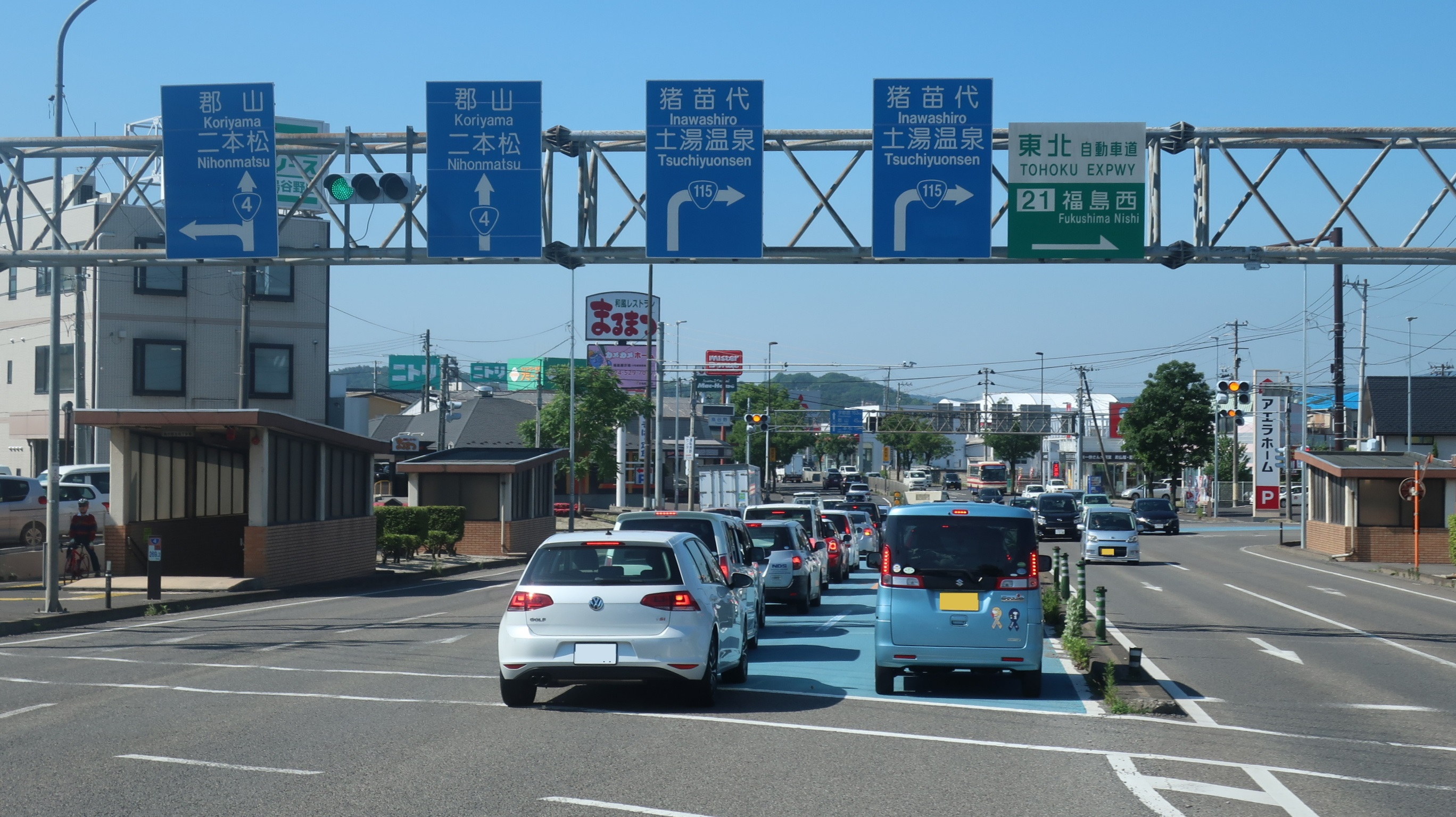
국도 제4호선 중복 구간으로부터 분기
후쿠시마시 도야노 교차로

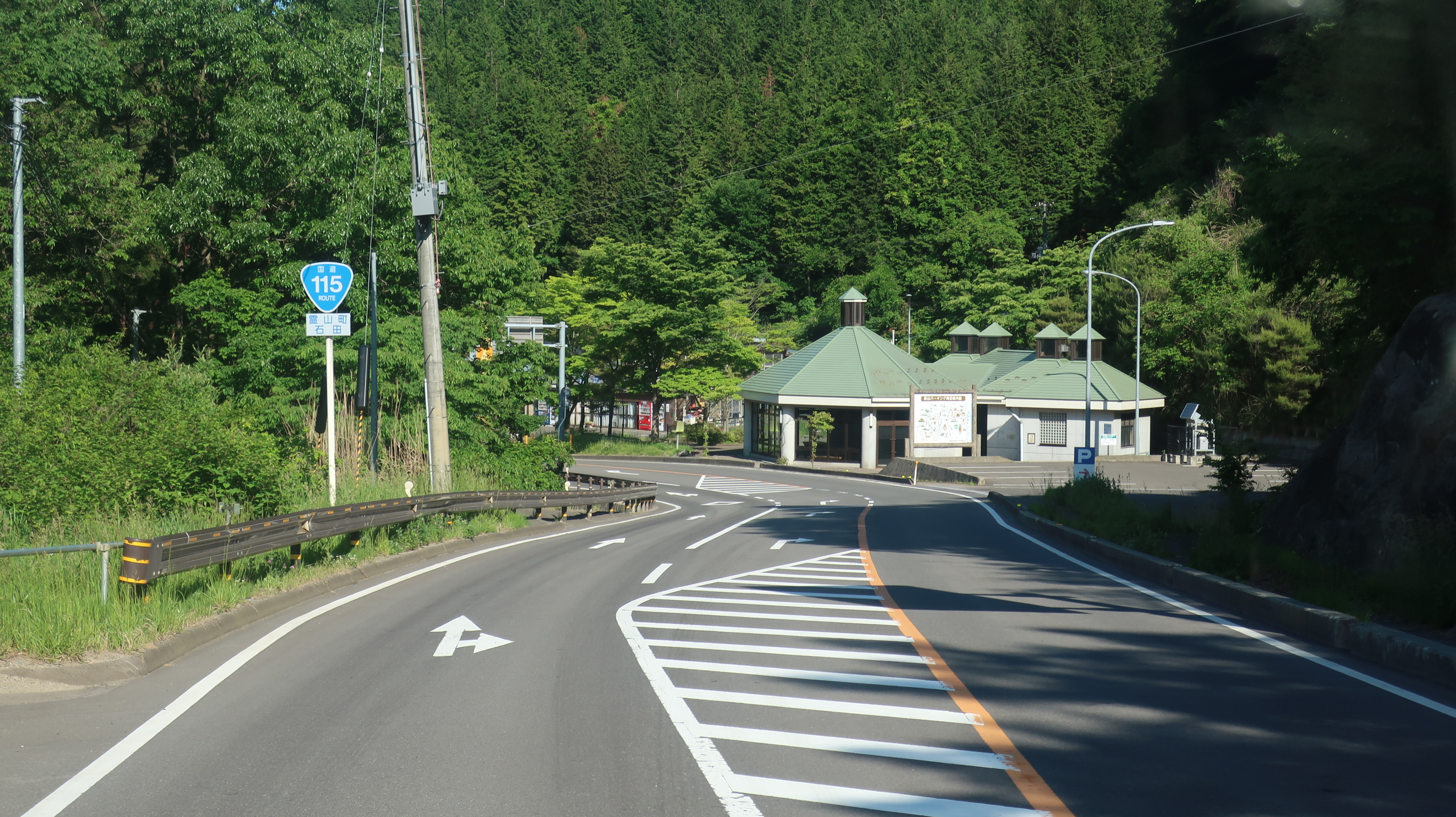
료젠 주차장 근처
후쿠시마현 다테시 료젠

일본 115번 국도(일본어: 国道115号→국도 115호)는 후쿠시마현 소마시와 야마군 이나와시로정을 사이에 두고 연결하는 총 연장 112.8 km, 실제 연장 109.1 km, 현도 102.8 km의 거리를 가진 일본의 일반 국도이다.

## 개요
소마시에서 후쿠시마시 사이의 구간은 보통 나카무라 가도 혹은 소마 가도라고 지칭되어 있고, 후쿠시마시에서 이나와시로정 사이의 구간은 쓰치유 가도라고 알려져 왔다. 또한 후쿠시마에서 아이즈와카마쓰 사이의 구간은 단락로로 구성되어 있다.

### 노선 정보
일반 국도의 노선을 지정하고 있는 정령에 의거한 기종점 및 경유지는 다음과 같다. 
- 기점: 소마시 (쓰카노마치 교차로 = 후쿠시마현도 제394호 소마 신치 선(일본어판)과의 교점 및 후쿠시마현도 제38호 소마 와타리 선(일본어판)의 기점)
- 종점: 후쿠시마현 야마군 이나와시로정 (가타다나카마루 교차로 = 국도 제49호선과의 교점)
- 주요 경유지: 다테군 료젠정[1], 후쿠시마시 (야시마초)
- 총 연장: 112.8 km
- 중용 연장: 3.7 km
- 실제 연장: 109.1 km
  - 현도: 102.8 km
  - 구도: 2.2 km
  - 신도: 4.1 km

## 역사
- 1963년 4월 1일: 2급 국도 제115호 소마-이나와시로 선으로 지정 시행, 당시 구간은 소마시 - 후쿠시마현 야마군 이나와시로정임.
- 1965년 4월 1일: 도로법이 개정됨에 따라 1·2급의 구분이 퇴출하게 됨과 동시에 일반 국도 제115호선으로 전환
- 2015년 9월 10일: 2015년 9월 간토·도호쿠 호우(일본어판)에 따른 다테시 료젠마치 일대에서 해당 도로 옆을 흘러가는 하천인 이시다강(石田川)의 증수에 따라 길이 100m에 걸친 노면이 붕괴됨. 붕괴된 도로는 8일 뒤인 동년 9월 18일 교대하게 되어 있는 형태로 복구됨.

## 노선 개황

### 바이패스, 통칭
- 소마미나미 바이패스(일본어판)
- 소마 후쿠시마 도로(일본어판)
- 기타마치 바이패스(일본어판), 후쿠시마미나미 바이패스(일본어판) (4번 국도와의 중복 구간)
- 후쿠시마니시 바이패스(일본어판)
- 아라이 바이패스(일본어판)
- 쓰치유 바이패스(일본어판)
- 고쿠타이 도로(일본어판)

### 중복 구간
- 4번 국도 : 후쿠시마시 이와야시모 교차로 - 후쿠시마시 도야노미나미 교차로)
- 459번 국도(일본어판) : 후쿠시마시 마쓰카라마치 수원(일본어판) - 이나와시로정 와카미야)

### 미치노에키
- 미치노에키 다테노사토 료젠(일본어판) (道の駅伊達の郷りょうぜん)
- 미치노에키 쓰치유(일본어판) (つちゆ)
- 미치노에키 이나와시로(일본어판) (猪苗代)

## 지리

### 통과하는 지자체
- 후쿠시마현
  - 소마시 - 다테시 - 후쿠시마시 - 야마군 이나와시로정

### 통과하는 도로
※단, 현도 등은 기재 대상에서 제외한다.

#### 고속도로
- 조반 자동차도
- 도호쿠 자동차도
- 반에쓰 자동차도

#### 국도
- 6번 국도
- 349번 국도
- 4번 국도
- 114번 국도
- 13번 국도
- 459번 국도
- 49번 국도

#### 기타 도로
- 후쿠시마니시 도로(일본어판)